# Троцкий (книга Тэтчера)
«Троцкий» (англ. Trotsky) — однотомная биография Льва Троцкого, написанная профессором Ольстерского университета Яном Тэтчером в 2003 году и ставшая результатом его многолетних исследований политической мысли и карьеры революционера. В книге автор стремился понять, что делал и о чём писал Троцкий, предприняв попытку поместить действия советского наркома в исторический контекст и показать ту интеллектуальную среду, в которой жил и работал революционер. Тэтчер проанализировал и прогнозы Троцкого: часть из них историк признал сбывшимися, но многие всё же показались ему «избыточно оптимистичными»; в целом автор поставил под сомнение образ Троцкого как выдающегося марксистского мыслителя. Критики книги отмечали, что автору не удалось добавить много нового к уже известным фактам из жизни революционера. К 2018 году работа Тэтчера неоднократно переиздавалась.

## Описание и история
По мнению редакции издательства «Routledge», жизнь и деятельность Льва Троцкого всегда вызывала сильные эмоции — ряд историков позитивно относятся к советскому наркому, в то время как другие испытывают к нему неприязнь. При этом однотомная биография за авторством профессора Ольстерского университета и университета Глазго Яна Тэтчера дает читателю полный обзор политической жизни Троцкого, основанный на множестве первичных источников, включая ряд ранее не публиковавшихся материалов. Автор по-своему видел положение Троцкого как в российской, так и в мировой истории: Тэтчер поставил под сомнение «ключевые мифы» о героической работе Троцкого в качестве революционера (особенно в период Первой русской революции и Гражданской войны). Хотя Троцкий, по версии автора, имел весьма ограниченное понимание важнейших событий своего времени — таких как приход Адольфа Гитлера к власти в Германии — бывший наркомвоенмор все же был заметным мыслителем и политиком, известным, не в последнюю очередь, как резкий критик сталинизма. По мнению редакции, книга Тэтчера, открывающаяся краткой хронологической таблицей с основными событиями в жизни героя, является доступным исследованием о жизни и мысли Троцкого для всех тех, кто интересуется русской и мировой историей XX века.
Политическая жизнь Л. Д. Троцкого (1879—1940) — счастье для биографа. Она включает в себя карьеру, начавшуюся в деревенской глуши и достигшую пика в момент захвата власти в столице России; последующее падение в борьбе за роль преемника Ленина; и длительный период ссылки, в котором текущие и прошлые события были проанализированы самим Троцким в его многочисленных публикациях.

## Критика

### Кульминация и контекст
Британский исследователь Роберт Маккин отзывался о книге Тэтчера — завершение которой стало возможным благодаря полугодовому отпуску автора и предоставленной ему шестимесячной научной стипендии от Leverhulme Trust — как о «кульминации» многолетнего изучения автором как политической мысли, так и карьеры Троцкого; Маккин писал о книге как о работе, опиравшейся на ряд выдающихся статей автора, опубликованных в течение десятилетия, предшествовавшего изданию. Отмечая противоречивость фигуры Троцкого, Маккин соглашался с автором в необходимости бесстрастного исследования жизни и творчества наркома. Он также утверждал, что Тэтчер справился с поставленной задачей, создав увлекательную и хорошо написанную монографию. Маккин видел в работе Тэтчера попытку понять, что делал и писал революционер — и, главное, почему он поступал так, а не иначе: попытку поместить действия Троцкого в более широкий контекст и разъяснить читателю те дилеммы, с которыми сталкивался Лев Давидович на протяжении своей жизни.

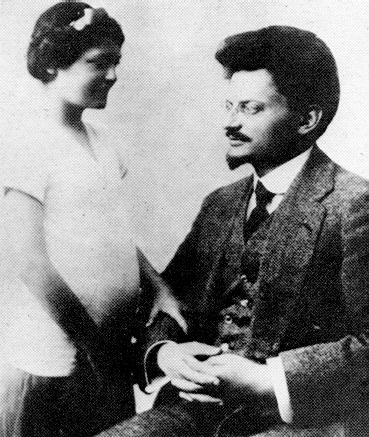
Л. Троцкий с дочерью в 1915 году

Маккин также отмечал «превосходную» критику предыдущих (основных) работ о Троцком, данную Тэтчером во введении. По мнению Маккина, скрупулёзная книга Тэтчера содержала,  сбалансированные и «в высшей степени справедливые» суждения: в частности, мысль о провале Троцкого как в политической карьере, так и в попытке теоретического анализа европейского капитализма, советского общества и мирового революционного движения. Исторические же исследования Льва Давидовича Маккин воспринимал как работы, преследовавшие политические цели.
Главный лектор в области политики и международных отношений Портсмутского университета Пол Фленли отмечал в своём обзоре книги, что Холодная война наложила глубокий отпечаток на исторические исследования Русской революции в целом и личности Троцкого. В частности, на Западе революционер воспринимался преимущественно как трагический герой, раздавленный сталинскими махинациями и партийной бюрократией; его удаление от власти отождествлялось с закатом революционной мечты и победой реакционных сил. Работа же Тэтчера, по мнению Фленли, представляла собой попытку проанализировать карьеру Троцкого и его ключевые произведения вне рамок, наложенных политическими разногласиями. Констатируя, что книга не содержит большого числа новых первоисточников, Фленли всё же отзывался о ней как о «легко читаемой» и, зачастую, провокационной: Тэтчер, в частности, ставил под сомнение образ Троцкого как выдающегося марксистского мыслителя.

### Прогнозы и новизна
Особого внимания Фленли заслужил анализ прогнозов, сделанных Львом Давидовичем, данный в книге: хотя часть из них можно признать сбывшейся (например, образование «Соединённых Штатов Европы»), многие всё же казались избыточно оптимистичными (социалистическая революция в Германии и Индии, недооценка национал-социализма, переоценка силы рабочих движений и так далее). Фленли рассматривал потерю Троцким власти как одну из основных тем работы Тэтчера: восстановление дисциплины, подобной той, что имела место в царской армии, и активное участие бывших офицеров в формировании РККА оттолкнули многих большевиков от наркомвоенмора и привели к его острому конфликту со Сталиным (см. Царицынский конфликт). В 1922—1923 годах, когда Троцкий стал создавать себе образ «защитника демократии», это плохо вязалось с его предыдущей позицией по многим вопросам: создание Трудовых армий, восстановление строгой дисциплины на железных дорогах и удаление от власти профсоюзов. Его борьба с партийной бюрократией воспринималась как «чрезмерный алармизм».
После потери власти, у Троцкого, по мнению Фленли, происходил всё больший разрыв между ощущением собственной значимости и реальной ситуацией, показанной Тэтчером: ситуации, в которой бывший нарком являлся всего лишь наблюдателем за происходящими без его непосредственного участия событиями. «Нет оснований предполагать», что альтернативный путь развития СССР, предлагаемый Троцким, отличался бы большей демократичностью или более высоким благосостоянием граждан страны. Завершая свой обзор книги, Фленли отмечал несколько избыточную жёсткость автора в отношении своего героя (чрезмерное принижение его роли): как бы то ни было, про немногих людей можно сказать, что они своими действиями изменили ход мировой истории; даже возможно излишнее возвеличивание роли Троцкого в Русской революции можно признать заслугой самого наркома, создавшего ряд исторических трудов, сформировавших подобный взгляд. То же можно сказать и об образе Сталина, во многом созданном именно Троцким в своих работах (см. «Сталин»).

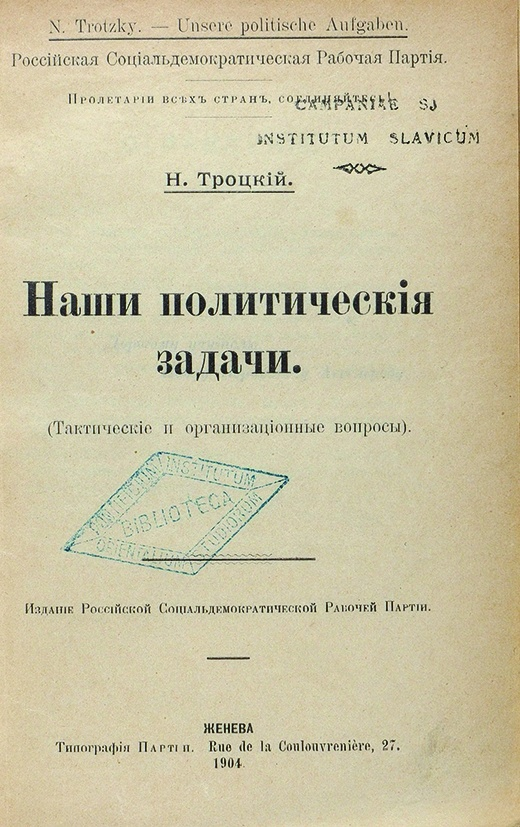
Троцкий, «Наши политические задачи» (1904)

Автор другой биографии Троцкого, опубликованной в 2015 году, американский профессор Пол Ле Блан, называя книгу Тэтчера критической биографией, отмечал недоверие автора к словам и произведениям Льва Давидовича (особенно, к его автобиографии ) — его попытку объяснить действия и теоретические рассуждения революционера через призму «жажды власти» или как оружие в политической борьбе. При этом Ле Блан обращал внимание на то, что, несмотря на подобный скепсис, Тэтчер всё же считал телеологическую книгу Троцкого «История русской революции» обязательной для прочтения всем тем, кто интересуется тематикой революционных событий 1917 года; более современные исторические работы о революции выглядели, по мнению Тэтчера, не такими уж и современными при сравнении с книгой, опубликованной в 1930 году. Принижение роли Троцкого в событиях 1905 и 1917 года, а также Гражданской войны в России, не осталось без внимания Ле Блана: в частности, апеллирование Тэтчера к мнению профессора Джеффри Суэйна показалось американскому исследователю безосновательным. Сам же Суэйн утверждал в 2006 году, что Тэтчеру удалось показать, насколько «ненадёжными» могут быть печатные работы за авторством Троцкого.
Профессор восточноевропейской истории в Гумбольдском университете Йорг Баберовски начал свой обзор книги с повторения вопроса, заданного самим Тэтчером в начале биографии: «Что можно сказать о Троцком, что уже не было сказано ранее?» — и констатировал, что автору на данный вопрос ответить не удалось. По мнению Баберовски, читатель не получил ответа, что за человек был Троцкий и в какой интеллектуальной среде он жил и работал: герой книги представал, прежде всего, как автор текстов. Немецкий исследователь отмечал, что Тэтчер просто хронологически воспроизводил жизнь революционера, даже не попытавшись объяснить читателю, зачем ему всё это знать: почему человек в начале XXI века должен был интересоваться биографией бывшего наркома, что нового он мог для себя в ней открыть? Соглашаясь с Баберовски в том, что Троцкий в работе Тэтчера представлен прежде всего как писатель, автор другой биографии наркома, вышедшей в 2009 году — Роберт Сервис — считал анализ ранних (дореволюционных) работ Льва Давидовича, представленный в книге фундаментальным.
Не разделяя мнение Тэтчера по ряду вопросов — в частности, о роли Троцкого в заключении Брестского мира — профессор Рональд Ковальски из Вустерского университета говорил о книге как о произведении, «освежающе свободном» как от агиографии, так и от демонизации наркома. Ковальски отмечал новый взгляд автора на «меньшевизм» Троцкого, который не являлся сторонником открытой и массовой партии, и на роль наркомвоенмора в массовом призыве бывших царских офицеров на службу в РККА. Ковальски также считал, что Тэтчеру удалось развенчать миф о Троцком как об авторе Новой экономической политики и поставить под сомнение троцкизм в качестве альтернативу сталинизму: демократическая риторика Льва Давидовича сочеталась с его нетерпимостью к тем, кто не разделял его взгляды и убеждения. В заключении Ковальски утверждал, что благодаря книге Тэтчера современные студенты и исследовали смогут узнать для себя много нового как о самом наркоме, так и об истории России и Советского союза первых четырёх десятилетий XX века.

## Издания
- Thatcher I. D. Trotsky. — 1st ed. — London: Routledge, 2003. — xii, 240 p. — ISBN 9780415232500. — ISBN 0415232503.
- Thatcher I. D. Trotsky. — London; New York: Routledge, 2008. — xii, 240 p. — (Routledge Historical Biographies). — ISBN 9780415232517. — ISBN 0415232511.
- Thatcher I. D. Trotsky. — Hoboken: Taylor & Francis, 2012. — 252 p. — ISBN 9780203987094. — ISBN 0203987098.
- Thatcher I. D. Trotsky. — Routledge, 2018. — (Routledge Historical Biographies). — ISBN 9780415746793. — ISBN 0415746795.